# .ga
.ga — в Інтернеті, національний домен верхнього рівня (ccTLD) для Габону.
З вересня 2013 реєстрація в доменній зоні .ga та продовження є безкоштовним для широкого загалу.